# Олексіївська виправна колонія № 25
Олексі́ївська виправна́ коло́нія № 25 — виправна колонія управління Державного департаменту України з питань виконання покарань у Харкові середнього рівня безпеки (для утримання чоловіків, засуджених до позбавлення волі на певний строк, які раніше відбували покарання у вигляді позбавлення волі). Планове наповнення установи – 1230 осіб (враховуючи дільницю соціальної реабілітації, розраховану на 75 осіб).

## Історія колонії
Олексіївська виправна колонія № 25 була заснована наказом УВС Харківського облвиконкому № 007 від 30.01. 1957 р. згідно з наказом  МВС СРСР від 14.06. 1951 р. № 00361 та МВС УРСР від 22.01. 1957 року. Спочатку вона містилася у селищі П'ятихатки біля м. Харкова. У 1958 році колонія перебазувалася з П'ятихаток на Олексіївку. Цей район тепер є одним із найбільших житлових масивів міста Харкова.
З 1959 року стали будуватися житлові корпуси для засуджених, потім з 1960-го року здійснювалося будівництво виробничих корпусів. Із середини 60-х років колонія почала постачати деталі для трактора Т-150 на складальний конвеєр ХТЗ, деталі для побутових пилососів — заводу електромашинобудування, здійснювалося складання коліс для велозаводу, виготовлялися статори і приставки для насосів для електромеханічного заводу, платформи та кузови для тракторів Т-16 і електроприлади для заводу тракторних самохідних шасі, кільця-підшипники сільськогосподарських машин для підшипникового заводу, розширилося виробництво деталей для заводу ФЕД. З часом поглибилися старі і відкрилися нові виробничі зв'язки з заводами м. Харкова.
В 1971 році установі присвоєно почесне звання «Колонія високовиробничої праці та зразкової поведінки». Колонія неодноразово посідала перше місце у змаганнях, нагороджувалася перехідним прапором МВС УРСР.

## Сучасний стан
На початку 90-х років, коли почались руйнуватися господарські зв'язки, колонія перейшла на виготовлення товарів власного виробництва, завдяки чому був збережений виробничий потенціал підприємства.
Нині начальником виправної колонії є полковник внутрішньої служби Едуард Риженко.
8 січня 2020 року в колонії під час загального обшуку стався бунт ув’язнених. До окремих засуджених було застосовано фізичну силу та кайданки.